# Buraidah
Buraydah (tiếng Ả Rập: بريدة Burayda) là thủ phủ của vùng Al-Qassim tại bắc-trung Ả Rập Xê Út, tại trung tâm của bán đảo Ả Rập. Buraydah cách đều biển Đỏ ở phía tây và vịnh Ba Tư ở phía đông. Thành phố có dân số 614.093 người (điều tra năm 2010). Thành phố nằm bên rìa của wadi Al-Rummah. Buraydah có khí hậu hoang mạc đặc trưng, với mùa hè nóng, mùa đông lạnh và độ ẩm thấp.
Tại Buraydah, nông nghiệp vẫn là nền tảng của kinh tế, ốc đảo có truyền thống sản xuất chà là, chanh tây, cam và các loại quả khác. Việc du nhập sản xuất lúa mì hiện đại có kết quả thành công, đến mức Buraydah là một trong những nơi sản xuất lớn nhất toàn quốc, có đóng góp quan trọng vào việc biến Ả Rập Xê Út trở thành nước xuất khẩu thuần về ngũ cốc
Bảo tàng Buraydah có những ngày dành cho các gia đình và những ngày dành cho thanh niên, nó trưng bày di sản mọi khía cạnh khác nhau của cuộc sống trong khu vực. Vườn Quốc vương Khalid nằm lân cận bảo tàng, mở cửa cho du khách mọi ngày và là nơi tổ chức các hoạt động cho gia đình và trẻ em. Tháp nước Buraydah mở cửa cho du khách vào mùa hè (lễ hội).
Các tuyến đường cao tốc nối Buraydah đến các thành phố lớn xung quanh, tuyến đường nối đến thủ đô Riyadh dài 317 km, còn đến Medina là 450 km, và mất 250 km để đến Ha'il. Buraydah trong lịch sử nằm trên tuyến hành hương từ Iraq qua Zubaydh. Hiện có đề xuất về một tuyến đường sắt đi qua thành phố, được cho sẽ làm tăng nhiều tính lưu động của cư dân địa phương. Sân bay khu vực Qassim là sân bay chính của thành phố, liên kết thành phố với một số thành phố quốc nội và quốc tế như Dubai và Cairo.

## Khí hậu
Buraidah có khí hậu sa mạc nóng (phân loại khí hậu Köppen BWh), với mùa hè dài, rất nóng và mùa đông ngắn, rất ôn hòa. Lượng mưa rất thấp, gần như hoàn toàn rơi vào giữa tháng 11 và tháng 5, khiến mùa hè cực kỳ khô hạn.
| Dữ liệu khí hậu của Buraidah      | Dữ liệu khí hậu của Buraidah | Dữ liệu khí hậu của Buraidah | Dữ liệu khí hậu của Buraidah | Dữ liệu khí hậu của Buraidah | Dữ liệu khí hậu của Buraidah | Dữ liệu khí hậu của Buraidah | Dữ liệu khí hậu của Buraidah | Dữ liệu khí hậu của Buraidah | Dữ liệu khí hậu của Buraidah | Dữ liệu khí hậu của Buraidah | Dữ liệu khí hậu của Buraidah | Dữ liệu khí hậu của Buraidah | Dữ liệu khí hậu của Buraidah |
| Tháng                             | 1                            | 2                            | 3                            | 4                            | 5                            | 6                            | 7                            | 8                            | 9                            | 10                           | 11                           | 12                           | Năm                          |
| --------------------------------- | ---------------------------- | ---------------------------- | ---------------------------- | ---------------------------- | ---------------------------- | ---------------------------- | ---------------------------- | ---------------------------- | ---------------------------- | ---------------------------- | ---------------------------- | ---------------------------- | ---------------------------- |
| Trung bình ngày tối đa °C (°F)    | 19.2 (66.6)                  | 22.3 (72.1)                  | 26.5 (79.7)                  | 32.4 (90.3)                  | 38.5 (101.3)                 | 42.1 (107.8)                 | 43.2 (109.8)                 | 43.4 (110.1)                 | 40.9 (105.6)                 | 35.3 (95.5)                  | 26.7 (80.1)                  | 21.3 (70.3)                  | 32.7 (90.8)                  |
| Trung bình ngày °C (°F)           | 12.8 (55.0)                  | 15.2 (59.4)                  | 19.2 (66.6)                  | 24.9 (76.8)                  | 30.6 (87.1)                  | 33.5 (92.3)                  | 34.5 (94.1)                  | 34.8 (94.6)                  | 32.1 (89.8)                  | 26.9 (80.4)                  | 19.8 (67.6)                  | 14.7 (58.5)                  | 24.9 (76.9)                  |
| Tối thiểu trung bình ngày °C (°F) | 6.3 (43.3)                   | 8.1 (46.6)                   | 11.9 (53.4)                  | 17.4 (63.3)                  | 22.7 (72.9)                  | 24.9 (76.8)                  | 25.7 (78.3)                  | 26.1 (79.0)                  | 23.3 (73.9)                  | 18.5 (65.3)                  | 12.8 (55.0)                  | 8.0 (46.4)                   | 17.1 (62.9)                  |
| Lượng mưa trung bình mm (inches)  | 21.2 (0.83)                  | 10.8 (0.43)                  | 26.7 (1.05)                  | 28.8 (1.13)                  | 13.9 (0.55)                  | 0 (0)                        | 0 (0)                        | 0.1 (0.00)                   | 0.1 (0.00)                   | 4.3 (0.17)                   | 24.2 (0.95)                  | 15.6 (0.61)                  | 145.7 (5.72)                 |
| Số ngày giáng thủy trung bình     | 6.2                          | 3.0                          | 6.3                          | 8.1                          | 3.5                          | 0.0                          | 0.0                          | 0.1                          | 0.1                          | 1.4                          | 5.3                          | 4.5                          | 38.5                         |
| Nguồn:                            |                              |                              |                              |                              |                              |                              |                              |                              |                              |                              |                              |                              |                              |